# 洛桑·旦白尼玛
洛桑·旦白尼玛（1943年12月—2016年11月16日） ，西藏自治区工布江达县娘蒲乡人。男，藏族。1985年1月参加工作，边巴活佛。

## 生平
旦白尼玛是工布江达县娘蒲乡人，无党派人士。3岁时，被寻访为昌都边巴活佛的转世灵童，后取名为“洛桑旦白尼玛”。1945年4月15日，正式坐床，成为活佛。其主寺为格鲁派的拉如寺，位于工布江达县娘蒲乡拉如村。
先后担任西藏自治区拉萨市政协常委，西藏自治区林芝地区政协常委、林芝地区佛协副会长等职务。1998年10月，任西藏自治区林芝地区政协副主席。2011年，任中国佛教协会理事、中国佛教协会西藏分会常务理事、林芝地区政协副主席、林芝地区佛教协会副会长。2015年6月，任正厅级。
2016年11月16日，在林芝逝世。